# Ploiditet
Ploiditet betecknar antalet kromosomuppsättningar som ingår i en cell. Antalet kromosomer i uppsättningen kallas det monoploida talet (x). Celler med 1 uppsättning av detta antal kromosomer kallas haploida. Cellers ploiditet kan variera inom en organism. Hos människan är könscellerna (spermier och äggceller) haploida och har 23 kromosomer. Vid befruktningen slås de samman och bildar ett embryo med 23 + 23 = 46 kromosomer. Eftersom embryots celler innehåller två kromosomuppsättningar (en från vardera föräldern) kallas de diploida (di = två).
Under fosterutvecklingen och även senare under livet händer det i hjärtmuskeln och levern att celler delar sig ofullständigt. Kromosomerna fördubblas (46 * 2 = 92 kromosomer) precis som inför en normal celldelning, men cellen delar sig inte. Dessa "dubbelceller" har fyrfaldig kromosomuppsättning och betecknas som tetraploida. Även celler med ännu högre antal kromosomer kan förekomma polyploida. Syftet med detta är antagligen att hjärtmuskeln och levern har högre krav på metabolism än normala kroppsceller och därför behöver kunna transkribera fler gener samtidigt.
Euploiditet betecknar att en cell har en multipel av artens normala monoploida tal. Till exempel är kromosomantalet i de flesta mänskliga celler 46 (diploid; normal euploiditet), men även en sådan mänsklig cell som skulle ha en extra uppsättning av de 23 kromosomerna (triploid) skulle kallas euploid (avvikande euploiditet). Detta till skillnad från aneuploida celler där en eller flera kromosomer avviker från multipeln (exempelvis 45 eller 47 kromosomer hos en mänsklig cell).

## Haploiditet
Haploid kommer från grekiskans haploos vilket betyder "enkel". En haploid cell har en enkel uppsättning kromosomer. Uttrycket används om könscellerna hos arter som har sexuell fortplantning. Dessa organismer alternerar mellan tillstånd med enkel kromosomuppsättning (haploid) och dubbel kromosomuppsättning (diploid).
Människans könsceller (gameterna) är haploida. Övriga celler i kroppen är diploida. Anledningen till att könscellerna är haploida är att det behövs en könscell från vardera föräldern för att skapa en ny individ.

## Diploiditet
Diploid (av grekiska: diploos, dubbel), en levande varelse då den har dubbla uppsättningar kromosomer. Precis som hos människan består de flesta högre djurs kroppar av övervägande diploida celler.

## Polyploiditet
Polyploidi är den organism som har mer än två kromosomuppsättningar. Detta inträffar ofta vid befruktningen, men leder till att proportionen mellan olika geners aktivitet förändras. Hos högre djur leder detta i princip alltid till missfall. Embryon hos lägre djur och speciellt hos växter är dock tåligare och därför är polyploidi vanligt hos dem. En organism med tredubbel kromosomuppsättning kallas triploid, en med fyrdubbel kallas tetraploid, och så vidare. Om kromosomerna kommer från olika arter, talar man om allopolyploidi. Till exempel är kaffe, bomull, potatis, tobak och laxfiskar tetraploida, det vill säga att de har fyra kompletta kromosomuppsättningar. Polyploidi förekommer även hos groddjur i samband med partenogenes (jungfrufödelse).
Det enda kända däggdjuret som är tetraploid är gnagaren Tympanoctomys barrerae.

## Allopolyploidi och nya arter
Spontan fördubbling av antalet kromosomer kan även ge upphov till nya arter genom hybridisering.
Exempel: Två individer av olika, närbesläktade arter med olika kromosomantal (häst och åsna), skaffar en gemensam avkomma (mula eller mulåsna). Hästen har 64 kromosomer, åsnan har 62. De bägge könscellerna som smälter samman har således 32 respektive 31 kromosomer, och avkomman får en kromosomuppsättning om 63 kromosomer. I detta fall kommer avkomman att vara steril. 63 är inte jämnt delbart med 2, och således bildas inga könsceller. Om nu spontan fördubbling av antalet kromosomer skulle ske, skulle avkomman istället ha 126 kromosomer och vara fertil. Om detta skedde med två individer av olika kön, skulle de kunna skaffa gemensam, fertil avkomma med 126 kromosomer och därmed ge upphov till en ny art. Sådan allopolyploidisk artbildning är vanligare hos kärlväxter och många arter i vivesläktet har uppstått på det sättet .